# Burlești, Botoșani
Burlești este un sat în comuna Unțeni din județul Botoșani, Moldova, România.

## Istoric
În urma câștigării independenței în Războiul de Independență al României din anii 1877-1878 împotriva Imperiului Otoman, statul a împroprietărit cu pământ  țăranii  din satele sucevene Stamate și Siminicea, ulterior aceștia mutându-se în zonă.

## Proveniența numelui
Numele satului provine de la un pârâu ce trece prin zonă :Burla.

## Starea actuală
Ca multe sate din zonă și Burlești este într-un accelerat proces de depopulare ,ca urmare a plecării tinerilor spre marile orașe sau în străinătate ,satul fiind unul îmbătrânit.
Locuitorii aceștia se ocupă preponderent de agricultură ,de creșterea animalelor ,satul având în față o perspectiv strict agronomă.
Biserica satului este închinată Sfântului Dimitrie.